# 傅潜
傅潜（?—1017年），宋朝冀州衡水人。
早年在州将张廷翰門下辦事。太宗未登基時，召置左右。太宗即位後，隶殿前左班、三次升迁官至东西班指挥使。在太原時，曾被亂箭所傷。又從征范陽先至涿州，与契丹战，生擒五百余人。班師，擢为内殿直都虞候，复加马步都军头、领罗州刺史，改捧日右厢都指挥使、领富州团练使，迁日骑、天武軍左右厢都指挥使，领云州防御使。雍熙三年，隨曹彬北征，以傅潜为幽州道行营前军马步军都指挥使。王師败于拒马河，责授右领军卫大将军，自检校司徒降为右仆射，仍削功臣爵邑。端拱初，加殿前副都指挥使、领昭化军节度使，出为高阳关都部署。淳化二年四月，拜侍卫马步军都虞候、领武成军节度使。至道中，出为延州路都部署，改镇州。真宗即位，领忠武军节度使。咸平二年（999年）累官至侍衛马步军都虞侯、忠武軍节度使，镇、定、高阳关行营都部署，驻守定州。咸平二年（999年）十月，契丹帝耶律隆绪南侵。邊關各鎮壘飛書告急，傅潜麾下有步騎兵八萬余人，將校自置铁挝、铁棰，争欲奋击。潛卻下令固守军营，不得出战，凡將校有言戰者，皆丑言罵之。杨延昭等要求增兵，傅潜不给。朝廷屢次遣使督其出師，范廷召、桑赞、秦翰等屢次勸其出兵，皆不應。都钤辖张昭允又屡劝潜出兵，不得已，分范廷召骑兵八千、步兵二千，于高阳关逆击，许出兵为援。范廷召等与契丹血战，援兵不至。康保裔部在瀛州（今河北河间）西南的裴村陷入激战，副将请他换上士卒甲胄突围，不肯，最後和副将宋顺皆戰死。真宗命高瓊至軍中代傅潛之職，下诏削夺潜在身官爵，并其家属长流房州（今湖北房县）。五年，会赦，徙汝州。景德初，起为本州团练副使，改左千牛卫上将军，分司西京。大中祥符四年，车驾西巡至洛陽，因令从驾还京，迁左监门大将军，还其宅。久之，判左金吾街仗。天禧元年，卒。

## 延伸阅读
[在维基数据编辑]
 《宋史·卷279》，出自脱脱《宋史》